# Termoclina
Constante estudada em Oceanografia, a Termoclina ou Metalímnio  é a camada ou estrato intermédia da coluna de água, situada abaixo do epilímnio e acima do hipolímnio, caracterizando-se por variações de temperatura que são tanto mais acentuadas, quanto maior for a profundidade. Com efeito, à medida que a profundidade aumenta, mais baixam as temperaturas das águas deste estrato. 
Em baixas e médias latitudes, abaixo da camada superficial dos oceanos, encontra-se uma camada com máximo decréscimo de temperatura por unidade de profundidade, sendo este gradiente brusco de temperatura denominado de termoclina. As regiões de alta latitude como as regiões polares não apresentam estratificação térmica, observando-se uma homotermia fria na coluna de água durante todo o ano, o que permite a fácil mistura entre as águas superficiais e as águas profundas.
A termoclina separa as águas superficiais da camada de mistura das massas de água da zona profunda. Ocorre tipicamente entre 300 e 1000 metros abaixo da superfície.[carece de fontes?] A camada de mistura tem temperatura relativamente uniforme devido às correntes superficiais, ondas e marés. As águas profundas, mais frias e mais densas, se estendem abaixo da termoclina até o assoalho oceânico.
Dependendo da latitude, estação do ano e turbulência causada pelo vento, termoclinas podem ter um caráter permanente no corpo de água ou podem ser temporárias, em resposta ao fenômeno de aquecimento da superfície do mar pela radiação solar e posterior resfriamento durante o ciclo nictemeral (dia e noite).
A termoclina possui grande importância na distribuição dos organismos aquáticos funcionando como uma barreira para estes, uma vez que as mudanças de temperatura da água acarretam em alterações na densidade, viscosidade, pressão, solubilidade e oxigênio, que por sua vez podem influenciar na flutuabilidade, locomoção e respiração dos organismos.
Geralmente a termoclina coincide com a picnoclina, que é a camada do oceano em que a densidade aumenta rapidamente com o aumento da profundidade, pois a densidade da água é governada pela temperatura e salinidade. No oceano aberto, a termoclina também é caracterizada por possuir um gradiente negativo de velocidade do som, tornando-a importante em questões submarinas pois reflete sinais acústicos. Tecnicamente, esse efeito é resultado de uma descontinuidade na impedância acústica da água causada pela súbita mudança de densidade.

## Radiação solar no oceano e temperatura
O lado da Terra que está voltado para o Sol (o lado do dia) recebe intensa energia solar. A intensidade dessa insolação depende principalmente do ângulo de incidência com que os raios solares atingem a superfície do planeta. O planeta Terra é esférico, assim, a quantidade e a intensidade de radiação solar recebida em altas latitudes é significativamente menor do que em baixas latitudes. Os fatores a seguir tem influência na quantidade de radiação recebida em altas e baixas latitudes:
- A luz do Sol atinge as regiões de baixa latitude em um ângulo alto (próximo a 90°), assim a radiação é concentrada em uma área relativamente pequena. Em altas latitudes a luz solar chega à Terra em um ângulo baixo, então a mesma quantidade de radiação é espalhada sobre uma área maior.
- A atmosfera da Terra absorve parte da energia solar. Assim, menos radiação atinge a Terra em altas latitudes (comparada às regiões de baixas latitudes) porque a luz do Sol atravessa um maior caminho na atmosfera nas áreas próximas aos pólos.
- O albedo dos diferentes materiais da Terra é a porcentagem de incidência de radiação que é refletida de volta ao espaço. O albedo médio da superfície da Terra está por volta de 30%. Nas regiões de alta latitude mais radiação é refletida para o espaço porque o gelo das regiões polares tem maior albedo do que os solos ou a vegetação.
- O ângulo de incidência da luz solar na superfície do oceano determinará quanto de radiação será absorvida e quanto será refletida. Se a luz do Sol atinge uma superfície lisa do oceano em ângulo reto, apenas 2% da radiação é refletida. Se o Sol estiver a 5° do horizonte, 40% da radiação será refletida de volta para a atmosfera. Assim, o oceano reflete mais radiação em altas latitudes do que em baixas latitudes.[8]

A insolação na superfície da Terra é máxima durante o período de equinócio quando o Hemisfério Sul e Hemisfério Norte são igualmente iluminados durante o período de um dia (24 horas). Os pólos recebem radiação do Sol durante cerca de 6 meses correspondentes ao verão. Durante o inverno recebem muito pouca ou nenhuma radiação solar.
A distribuição da temperatura sobre a superfície do oceano varia de acordo com a latitude e a estação do ano, devido a sua inclinação em relação ao plano do equador. Depende também da quantidade de energia solar que recebe (insolação) e da quantidade de calor que perde através dos processos de evaporação e condução. Essa energia solar é absorvida nos primeiros metros de coluna de água. Os comprimentos de onda menores (de alta frequência) penetram mais do que os comprimentos de ondas maiores (de baixa frequência). A radiação infravermelha é absorvida nos primeiros centímetros da coluna de água e aproximadamente metade da energia total incidente é absorvida no primeiros 10 metros de profundidade. A transparência da água e a incidência dos raios solares tem influência na penetração da luz.

## Distribuição da temperatura conforme a profundidade
A maior parte da energia solar incidente na superfície do oceano é absorvida logo nos primeiros metros de profundidade, que se aquecem durante o dia e resfriam durante a noite, devido a perda de calor para a atmosfera por irradiação térmica. Essa energia que aquece diretamente a água do mar fornece energia luminosa que é utilizada na fotossíntese para a síntese de moléculas orgânicas.
A ação dos ventos e ondas mistura a água próxima à camada superficial e distribui o calor para as águas situadas abaixo, assim a temperatura nos 100 primeiros metros de profundidade tende a ser relativamente uniforme, dependendo da força das ondas e da turbulência causada pelo vento e pelas correntes superficiais.
A propagação de calor por condução é muito pequena, assim pouco calor é transferido verticalmente por este processo físico. O mecanismo principal de transferência de calor nos primeiros metros de profundidade do oceano é a condução turbulenta, gerada pela força dos ventos e das ondas superficiais. A camada de mistura superficial é originada por esse mesmo processo, e pode ter entre 200 e 300 metros de espessura em latitudes médias e apenas uma dezena de metros em áreas rasas da plataforma continental.[carece de fontes?]
A camada de mistura superficial faz parte do processo de transferência de calor e água entre o oceano e a atmosfera. Normalmente ocorre entre os primeiros 50 e 150 metros de coluna de água.[carece de fontes?] A camada de mistura chega a maiores profundidades durante o inverno quando as temperaturas são mais baixas e há grande ação de ondas geradas pelo vento. O resfriamento da camada superficial provoca o deslocamento convectivo da água, que libera seu calor para a atmosfera. Neste caso, a camada de mistura pode se estender até a termoclina permanente. Abaixo dela, a temperatura da água no oceano profundo é relativamente uniforme, variando entre 3 °C e 0 °C.

## Termoclina diurna
O calor gerado no oceano superficial pela absorção da radiação solar permanece preso nos primeiros metros da coluna de água. O gradiente vertical de temperatura nessa estreita faixa da coluna de água é chamado de termoclina diurna. Este tipo de termoclina é formado durante os dias de alta insolação em profundidades rasas do oceano (dentro da camada de mistura superficial) enquanto se mantém um gradiente de temperatura pequeno perto da superfície. As condições mais propícias para a formação de termoclinas diurnas são dias sem nuvens com alta insolação e ventos de baixa velocidade.

## Termoclina sazonal
A camada de mistura superficial possui variações sazonais nas latitudes médias, que podem ser observadas tanto em termos de profundidade quanto de temperatura. Termoclinas sazonais se formam em águas mais rasas durante os meses de primavera e atingem seu máximo nos meses de verão. Durante o verão a insolação é maior e a termoclina sazonal se desenvolve logo acima da termoclina permanente. A espessura desta camada sazonal não ultrapassa algumas dezenas de metros.[carece de fontes?] À medida que o inverno se aproxima, a radiação solar diminui e a turbulência superficial aumenta em consequência dos ventos mais fortes dessa estação, fazendo com que a termoclina sazonal desapareça. Com a diminuição da temperatura da água do mar e o aumento da turbulência, a camada de mistura superficial atinge profundidades maiores, cerca de 200 a 300 metros. Em latitudes baixas, nos trópicos, o resfriamento do inverno não é suficiente para desfazer a termoclina sazonal. Ela se torna mais rasa e se mantém durante todo o ano, sendo muitas vezes chamada de termoclina tropical.[carece de fontes?] Já nas altas latitudes, onde não existe uma termoclina permanente, termoclinas sazonais podem se desenvolver durante os meses de verão.

## Termoclina permanente
A termoclina permanente, também chamada de termoclina oceânica, é formada abaixo da termoclina sazonal, entre 200-300 metros até 1000 metros de profundidade onde a temperatura diminui rapidamente.[carece de fontes?] Esta é a zona de transição entre águas mais quentes da camada superficial e as águas frias encontradas nas grandes profundidades oceânicas. No limite superior da termoclina permanente a temperatura pode variar dependendo da latitude. Nos trópicos esta temperatura pode estar acima de 20 °C e em regiões temperadas fica em torno de 15 °C.[carece de fontes?] No limite inferior as temperaturas são uniformes em torno de 4 °C a 6 °C dependendo do oceano.[carece de fontes?] As profundidades da termoclina permanente e da camada de mistura superficial são menores nas regiões de alta latitude. Em latitudes baixas, onde os ventos são mais fracos e há menor contraste de temperaturas sazonais, a profundidade também é menor. Estas camadas são mais pronunciadas em latitudes médias.